# Bakoa
Bakoa est un village du Cameroun situé dans la région du Centre, le département du Mbam-et-Inoubou et l'arrondissement (commune) de Bokito. Il est entouré des villages suivants : Bokaga, Assala, Guéboba, Guéfigué, Begni, Yorro et Bokito proprement dit, et comprend neuf quartiers. La cacaoculture joue un rôle de premier plan dans l'économie locale.

## Géographie
Bokito est situé en zone de transition forêt-savane, avec un paysage est dominé par la présence d'étendues de savanes herbeuses parsemées d’arbres.

La pluviométrie annuelle moyenne est comprise entre 1 300 et 1 500 mm par an.

## Population et société
En 1964, Bakoa comptait 1 525 habitants, principalement des Yambassa. Lors du recensement de 2005, 2 169 personnes y ont été dénombrées. Selon le Comité de développement du village Bakoa (Codebakoa) – dont fait partie l'ancien footballeur international Didier Angibeaud, originaire du village –, la localité compterait environ 10 000 habitants pour une superficie approximative de 25 000 m2.

~ Personnalités nées à Bakoa : S.E M.Martin Mpana, Ambassadeur Du Cameroun en République Populaire de Chine (2008 - aujourd’hui)